# ロバート・キング (初代ロートン子爵)
初代ロートン子爵ロバート・エドワード・キング（英語: Robert Edward King, 1st Viscount Lorton、1773年8月12日 – 1854年11月20日）は、イギリスの政治家、貴族。フランス革命戦争で西インド諸島のフランス植民地侵攻に参戦した。最終階級は陸軍大将。

## 生涯
第2代キングストン伯爵ロバート・キングと妻キャロライン（Caroline、1754年 – 1823年1月13日、リチャード・フィッツジェラルドの娘）の次男として、1773年8月12日にバークリー・スクエアのヒル・ストリートで生まれた。1781年から1789年までイートン・カレッジで教育を受けた後、1789年11月7日にオックスフォード大学エクセター・カレッジに入学した。
1792年に陸軍に入り、フランス革命戦争におけるマルティニーク、セントルシア、グアドループ侵攻で戦功を挙げ、グアドループのポワンタピートルで負傷した。1808年に少将、1813年に中将、1830年に大将に昇進した。
本国では1796年から1797年までジェームズタウン選挙区の、1798年から1800年までボイル選挙区の代表としてアイルランド庶民院議員を務め、1800年にマンスター復帰不動産管理官（Escheator of Munster）に任命される形で議員を辞任した。同年12月29日、アイルランド貴族であるロスコモン県におけるボイルのエリス男爵に叙され、さらに1806年5月28日に同じくアイルランド貴族であるロスコモン県におけるボイルのロートン子爵に叙された。
1797年夏、妹エリザベスが母方のいとこにあたるヘンリー・ジェラード・フィッツジェラルド（Henry Gerard Fitzgerald）と駆け落ちした。フィッツジェラルドはキングの父である第2代キングストン伯爵がひきとって育てた人物であり、キングは同年10月1日にハイド・パークでフィッツジェラルドと決闘した。1日目の決闘は全ての銃弾が外れて決着せず、2人は翌日に決闘を継続することに同意したが、その日のうちに逮捕されて再度の決闘は阻止された。その後、フィッツジェラルドはメアリー・エリザベスを追ってミッチェルズタウン近くのキルワースに向かい、12月に到着してそこのインに宿泊した。キングと第2代キングストン伯爵は12月11日にキルワースでフィッツジェラルドに立ち向かい、フィッツジェラルドがキングと取っ組み合うとキングストン伯爵はピストルを取り出して、フィッツジェラルドを射殺した。キングと第2代キングストン伯爵は殺人容疑で裁判にかけられたが、キングは1798年4月の裁判で無罪判決を勝ち取り、第2代キングストン伯爵もアイルランド貴族院での裁判で無罪となった。
1823年よりアイルランド貴族代表議員を務め、1831年10月7日にロスコモン統監に任命され、いずれも1854年に死去するまで務めた。
1854年11月20日にロスコモン県ロッキンガム・キャッスル（Rockingham Castle）で死去、24日にボイルで死去した。息子ロバートが爵位を継承した。

## 家族
1799年12月9日、フランシス・パーソンズ（Frances Parsons、1775年3月31日 – 1841年10月7日、初代ロス伯爵ローレンス・パーソンズの娘）と結婚、2男5女をもうけた。
- ジェーン（1800年11月 – 1868年12月14日） - 1824年7月19日、アンソニー・レフロイ（英語版）と結婚[9]
- イリナ（1802年7月 – 1814年[9]）
- ロバート（英語版）（1804年7月17日 – 1871年6月21日） - 第2代ロートン子爵、第6代キングストン伯爵[9]
- キャロライン（1806年9月 – 1828年1月13日） - 1827年3月23日、第4代準男爵サー・ロバート・ゴア＝ブース（英語版）と結婚[9]
- フランシス（1809年1月 – 1834年7月28日） - 1834年4月8日、チャールズ・レズリー（英語版）と結婚[9]
- ルイーザ（1811年 – 1831年1月7日[9]）
- ローレンス・ハーマン（英語版）（1816年2月6日 – 1875年10月10日） - 1837年5月17日、メアリー・セシリア・ジョンストン（Mary Cecilia Johnstone、1904年1月11日没、ジェームズ・レイモンド・ジョンストンの娘）と結婚、子供あり[10]